# فرودگاه سیگوانی
فرودگاه سیگوانی (به انگلیسی: Siguanea Airport) (به زبان بومی: Aeropuerto "Siguanea") یک فرودگاه همگانی با کد یاتا SZJ است که یک باند فرود آسفالت دارد و طول باند آن ۱۸۰۰ متر است. این فرودگاه در کشور کوبا قرار دارد و در ارتفاع ۱۲ متری از سطح دریا واقع شده است.